# Hãng phim Odessa
Hãng phim Odessa (tiếng Ukraina: Одеська кіностудія художніх фільмів) là một trong những hãng phim lớn, lâu đời nhất châu Âu và Liên Xô (Ukraina hiện nay).

## Nhân vật nổi tiếng

### Nhà làm phim
1919-1925
- Myron Grossman (1908-1918) (considered a founder of Odessa cinematography)
- Les Kurbas (1922-1925)
- Georgy Tasin, the first studio director in 1922

1926-1936
- Aleksandr Dovzhenko
- Isaak Babel

1936-1954
- Vladimir Braun
- Amvrosiy Buchma

1955-1965
- Kira Muratova và Oleksandr Muratov
- Vadym Kostromenko, currently the director of the museum
- Vadym Avloshenko

1966-1996
- Stanislav Govorukhin
- Natalya Zbandut (Medyuk)
- Mykhailo Kats

### Diễn viên
1919-1925
- Vera Kholodnaya (1914-1919) (featured in 35 films)
- Daria Zerkalova

1926-1936
- Natalia Uzhvey
- Matvey Lyarov

1966-1996
- Vladimir Vysotsky